# Набукко
«Набукко» (італ. Nabucco), скорочення від Навуходоносор — опера на 4 дії італійського композитора Джузеппе Верді, лібрето Темістокле Солера на біблійний сюжет. Перша постановка — Мілан, театр Ла Скала, 9 березня 1842 року.
Опера стала поворотним моментом у біографії композитора. Написана на біблійний сюжет, що розповідає про волелюбні прагнення єврейського народу, опера була гаряче сприйнята італійськими патріотами, що відчули в ній заклик до визвольної боротьби, і принесла авторові широке визнання.
Найбільш відомим музичним фрагментом опери став хор з третього акту, названий «Va, pensiero» (з італ. «Лети, думко»). Критики називали «Набукко» «драмою для хору» і навіть «хоральною фрескою», таке велике значення в опері має хор. «Va, pensiero» став в деякому сенсі другим національним гімном Італії — саме він звучав при відкритті заново відбудованого театру Ла Скала після Другої світової війни, а на похоронах самого Верді і на похоронах диригента Артуро Тосканіні його співав народ.

## Дійові особи та перші виконавці

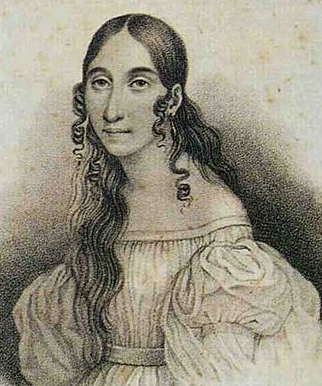
Сопрано Джузеппіна Стреппоні, c. 1840

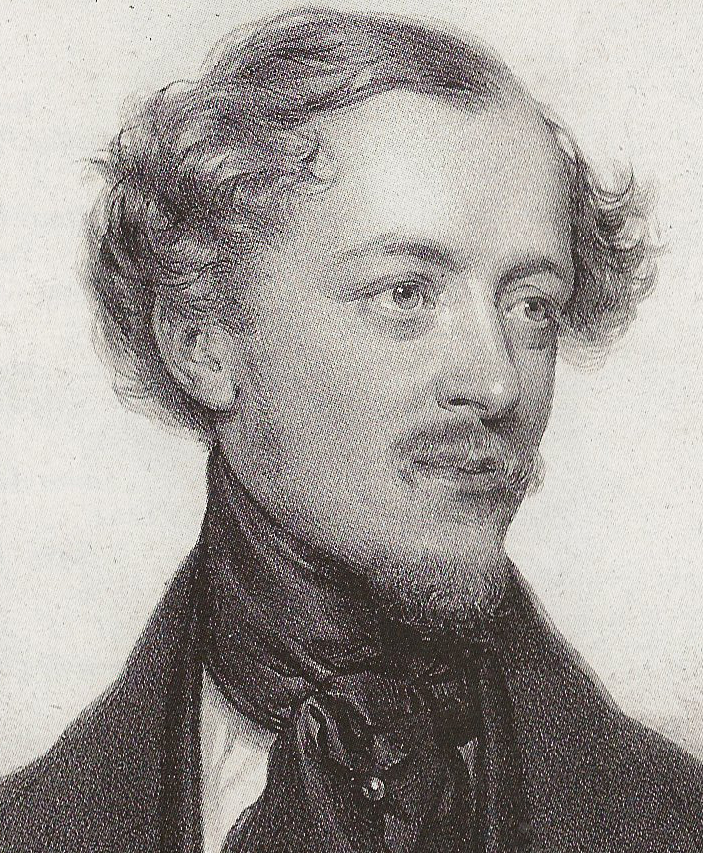
Баритон Джорджо Ронконі

| Партія                                       | Тип голосу    | Прем'єрна постановка, 9 березня 1842 року (Диригент: Евженіо Кавалліні) |
| -------------------------------------------- | ------------- | ----------------------------------------------------------------------- |
| Набукко, король Вавилонії                    | баритон       | Джорджо Ронконі                                                         |
| Абігаль, ймовірно, його старша дочка         | сопрано       | Джузеппіна Стреппоні                                                    |
| Фенена, його дочка                           | меццо-сопрано | Джованніна Беллінзаґі                                                   |
| Ісмаель, племінник Седекії, короля Єрусалиму | тенор         | Коррадо Міралья                                                         |
| Захарія, первосвященник Юдеїв                | бас           | Проспер Дерівіс                                                         |
| Анна, сестра Захарії                         | сопрано       | Тереза Руґґері                                                          |
| Абдалло, вавилонський солдат                 | тенор         | Наполеоне Марконі                                                       |
| Первосвященник Бела                          | бас           | Ґаетано Россі                                                           |
| Люди, солдати                                |               |                                                                         |

## Сюжет
Дія відбувається у Єрусалимі та Вавилоні у 586 році до н. е.
ДІЯ ПЕРША
Картина перша
Храм Соломона в Єрусалимі. Левіти і прості євреї підносять молитви й жалобу Єгові, благаючи його захистити їх від вавилонян, які на чолі з Навуходоносором (Набукко) плюндрують Ізраїль. Первосвященник Захарія закликає своїх співвітчизників вірити в краще та повідомляє, що йому вдалося взяти в полон дочку вавилонського царя Фенену. Саме вона може стати запорукою укладення миру між ассирійцями та євреями.
Ісмаель, небіж єрусалимського царя, повідомляє про наближення вавилонських військ, що руйнують все на своєму шляху. Захарія доручає Ісмаелю вартувати Фенену та наказує готуватись до оборони. Залишившись на самоті з дочкою вавилонського царя, Ісмаель впізнає в ній свою кохану, яка свого часу звільнила його з полону у Вавилоні. Юнак сподівається врятувати принцесу, але в цей час, у супроводі ассирійців у храм вривається Абігайль, яка видає себе за старшу дочку Навуходоносора. Її серце палає нерозділеним коханням до Ісмаеля. За його любов вона готова порятувати єврейський народ. Але Ісмаель не владний наказати серцю. Він відкидає пропозицію Абігайль. Храм наповнює все більша і більша юрба. Військо ассирійського царя уже біля самісіньких стін Єрусалиму. За  мить з'являється і сам Навуходоносор, який наказує всім впасти ниць перед ним. Захарія кидається до Фенени і заносить над нею ніж. Якщо ассирійський цар та його солдати й надалі осквернятимуть головний єврейський храм, він уб'є дочку царя. Навуходоносор гарячкове обмірковує ситуацію. Він готовий піти на якісь поступки. Та враз до Фенени кидається Ісмаель, він вириває її з рук  Захарія. Фенена врятована. Серце ассирійського царя знову кам'яніє, і він наказує пограбувати й підпалити Єрусалим.
Картина друга
Палац Навуходоносора у Вавилоні. Абігайль підступно заволоділа документами, які свідчать, що вона –  дочка рабині. Розпустивши чутки про смерть Навуходоносора, який знаходиться на війні, Абігайль хоче вбити Фенену, яка, згідно закону, має право на трон. Щоб досягнути мети, Абігайль вступає у змову з Верховним жерцем Ваалу.
Картина третя
Єврейський Первосвященик Захарія підносить молитву Ієгові.
Картина четверта
Обурені зрадою Ісмаеля євреї проклинають його, Анна стає на його захист. У супроводі Захарії з'являється Фенена, залишена царем на час його відсутності правительницею столиці. Почувши про смерть Навуходоносора, вона дарує полоненим євреям свободу й приймає єврейську віру, щоб разом повернутися до Єрусалиму. Верховний жрець Ваала славить Абігайль та вимагає смерті євреїв. Абігайль намагається вирвати у Фенени царську корону. Але в цю мить у тронному залі з'являється Навуходоносор. Забравши корону, він проголошує себе богом. Корону пронизує блискавка. Бог карає царя втратою розуму. Скориставшись цим, Абігайль захоплює корону.
ДІЯ ДРУГА
Картина п'ята
Верховний жрець Ваала коронує Абігайль. Придворні славлять нову  царицю. З'являться Набукко. Абігайль, скориставшись його безпорадним станом, хитрістю змушує Навуходоносора поставити печатку на указі про страту полонених євреїв. За мить до царя повертається розум. Він з жахом усвідомлює, що стратять і Фенену. На його очах Абігайль знищує документ, що свідчить про її рабське походження, та оголошує Набукко бранцем.
Картина шоста
На руїнах храму євреї моляться Ієгові. Захарія пророкує швидке звільнення народу з вавилонського іга.
Картина сьома
Набукко за наказом Абігайль відправлений до в'язниці. Крізь ґрати він бачить, як Фенену ведуть повз в'язницю на страту. Навуходоносор розуміє, що трапилося непоправне. Він палко молиться єврейському богові, і розум знову повертається до царя. На чолі вірних Набукко воїнів приходить Абдалло, щоб врятувати свого Царя. Навуходоносор поспішає визволити дочку.
Картина восьма
Фенена, Захарія, Ісмаель та Анна чекають на страту. Фенена підносить молитву. Верховний жрець Ваала наказує розпочинати страту, та у  цю мить з'являється Навуходоносор із своїми воїнами. На очах вражених вавилонян руйнується статуя ассирійського божества. Навуходоносор славить Ієгову і дає волю полоненим євреям. Абігайль, втративши останні надії на владу, п'є отруту. Помираючи, вона благає вибачення у Фенени і палко молиться Ієгові. Захарія проголошує Набукко «Царем царів».

## Постановки в Україні

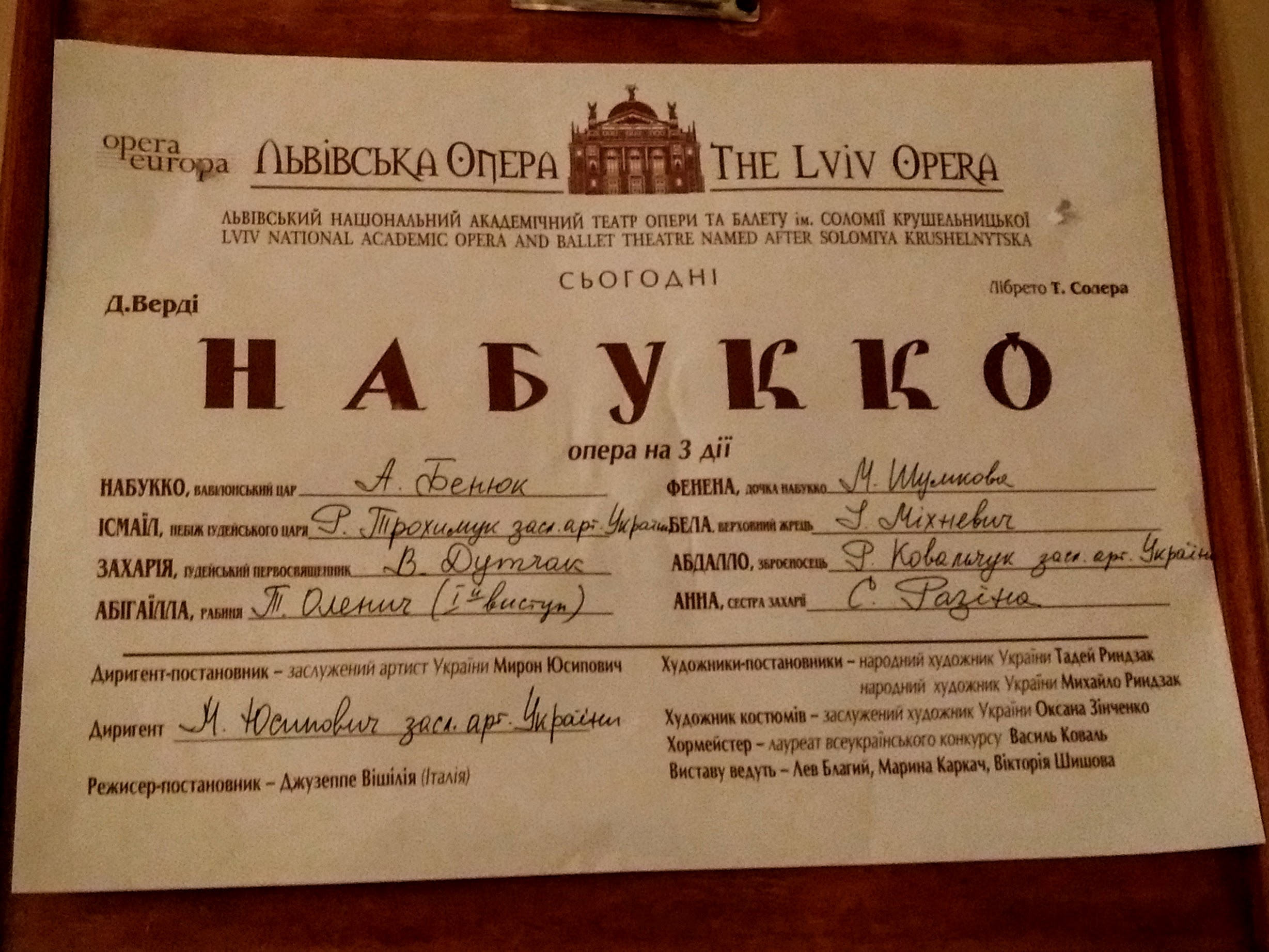
Виконувачі партій у Львівському оперному театрі у 2016 році.

- Львівський національний академічний театр опери та балету імені Соломії Крушельницької — 2000 рік.
- Львівський національний академічний театр опери та балету імені Соломії Крушельницької — 2014 рік
- Національна опера України імені Тараса Шевченка — 2016 рік.
- Одеський національний академічний театр опери та балету — 2017 рік[4]